# Laos na Letnich Igrzyskach Olimpijskich 2008
Laos na Letnich Igrzyskach Olimpijskich 2008 reprezentowało czworo sportowców w dwóch dyscyplinach. Nie zdobyli oni ani jednego medalu olimpijskiego.
Był to 7. start reprezentacji Laosu na letnich igrzyskach olimpijskich.

## Lekkoatletyka
Mężczyźni
| Zawodnik                | Konkurencja   | Bieg eliminacyjny | Bieg eliminacyjny | Ćwierćfinał | Ćwierćfinał | Półfinał                     | Półfinał                     | Finał                        | Finał                        | Miejsce |
| Zawodnik                | Konkurencja   | Wynik             | Miejsce           | Wynik       | Miejsce     | Wynik                        | Miejsce                      | Wynik                        | Miejsce                      | Miejsce |
| ----------------------- | ------------- | ----------------- | ----------------- | ----------- | ----------- | ---------------------------- | ---------------------------- | ---------------------------- | ---------------------------- | ------- |
| Souksavanh Tonsacktheva | bieg na 100 m | 11,51             | 78.               |             |             | Odpadł z dalszej rywalizacji | Odpadł z dalszej rywalizacji | Odpadł z dalszej rywalizacji | Odpadł z dalszej rywalizacji | 78      |

Kobiety
| Zawodnik               | Konkurencja   | Bieg eliminacyjny | Bieg eliminacyjny | Ćwierćfinał | Ćwierćfinał | Półfinał                      | Półfinał                      | Finał                         | Finał                         | Miejsce |
| Zawodnik               | Konkurencja   | Wynik             | Miejsce           | Wynik       | Miejsce     | Wynik                         | Miejsce                       | Wynik                         | Miejsce                       | Miejsce |
| ---------------------- | ------------- | ----------------- | ----------------- | ----------- | ----------- | ----------------------------- | ----------------------------- | ----------------------------- | ----------------------------- | ------- |
| Philaylack Sackpaseuth | bieg na 100 m | 12,54             | 81.               |             |             | Odpadła z dalszej rywalizacji | Odpadła z dalszej rywalizacji | Odpadła z dalszej rywalizacji | Odpadła z dalszej rywalizacji | 81      |

## Pływanie
Mężczyźni
| Zawodnik               | Konkurencja          | Bieg eliminacyjny | Bieg eliminacyjny | Półfinał                     | Półfinał                     | Finał                        | Finał                        |
| Zawodnik               | Konkurencja          | Czas              | Miejsce           | Czas                         | Miejsce                      | Czas                         | Miejsce                      |
| ---------------------- | -------------------- | ----------------- | ----------------- | ---------------------------- | ---------------------------- | ---------------------------- | ---------------------------- |
| Thepphithak Chindavong | 50 m stylem dowolnym | 29,31             | 86.               | Odpadł z dalszej rywalizacji | Odpadł z dalszej rywalizacji | Odpadł z dalszej rywalizacji | Odpadł z dalszej rywalizacji |

Kobiety
| Zawodnik                | Konkurencja                 | Bieg eliminacyjny | Bieg eliminacyjny | Półfinał                      | Półfinał                      | Finał                         | Finał                         |
| Zawodnik                | Konkurencja                 | Czas              | Miejsce           | Czas                          | Miejsce                       | Czas                          | Miejsce                       |
| ----------------------- | --------------------------- | ----------------- | ----------------- | ----------------------------- | ----------------------------- | ----------------------------- | ----------------------------- |
| Vilayphone Vongphachanh | 50 m stylem dowolnym kobiet | 34,79             | 84.               | Odpadła z dalszej rywalizacji | Odpadła z dalszej rywalizacji | Odpadła z dalszej rywalizacji | Odpadła z dalszej rywalizacji |